# Erzbistum Manila
Das Erzbistum Manila (lat.: Archidioecesis Manilensis) umfasst die Städte Manila, Makati City, Pasay City, Mandaluyong City, Kalookan, Teile von Pasig City und Quezon City sowie die Stadtbezirke von San Juan, Taguig City, Pateros, Malabon City und Navotas City.

## Geschichte
Das Bistum Manila wurde am 6. Februar 1579 als Suffraganbistum des Erzbistums Mexiko unter dem Pontifikat Gregors XIII. gegründet und am 14. August 1595 von Clemens VIII. zum Erzbistum erhoben.
Zu den historisch bekanntesten Priestern des Erzbistums zählen Jose Burgos und Jacinto Zamora, die im 19. Jahrhundert zusammen mit Mariano Gómez als das Gomburza-Trio in die Geschichte der Philippinen eingingen. 1949 wurde mit Gabriel M. Reyes erstmals ein einheimischer Geistlicher zum Erzbischof von Manila ernannt. Erzbischof Rufino Jiao Santos wurde 1960 durch Papst Johannes XXIII. als erster Philippino zum Kardinal kreiert. Ein sehr bekannter Kardinal des Erzbistums war außerdem dessen Nachfolger Jaime Lachica Sin; er unterstützte 1986 aktiv die EDSA-Revolution, die zum Sturz von Ferdinand Marcos führte.

### Gebietsabtrennungen

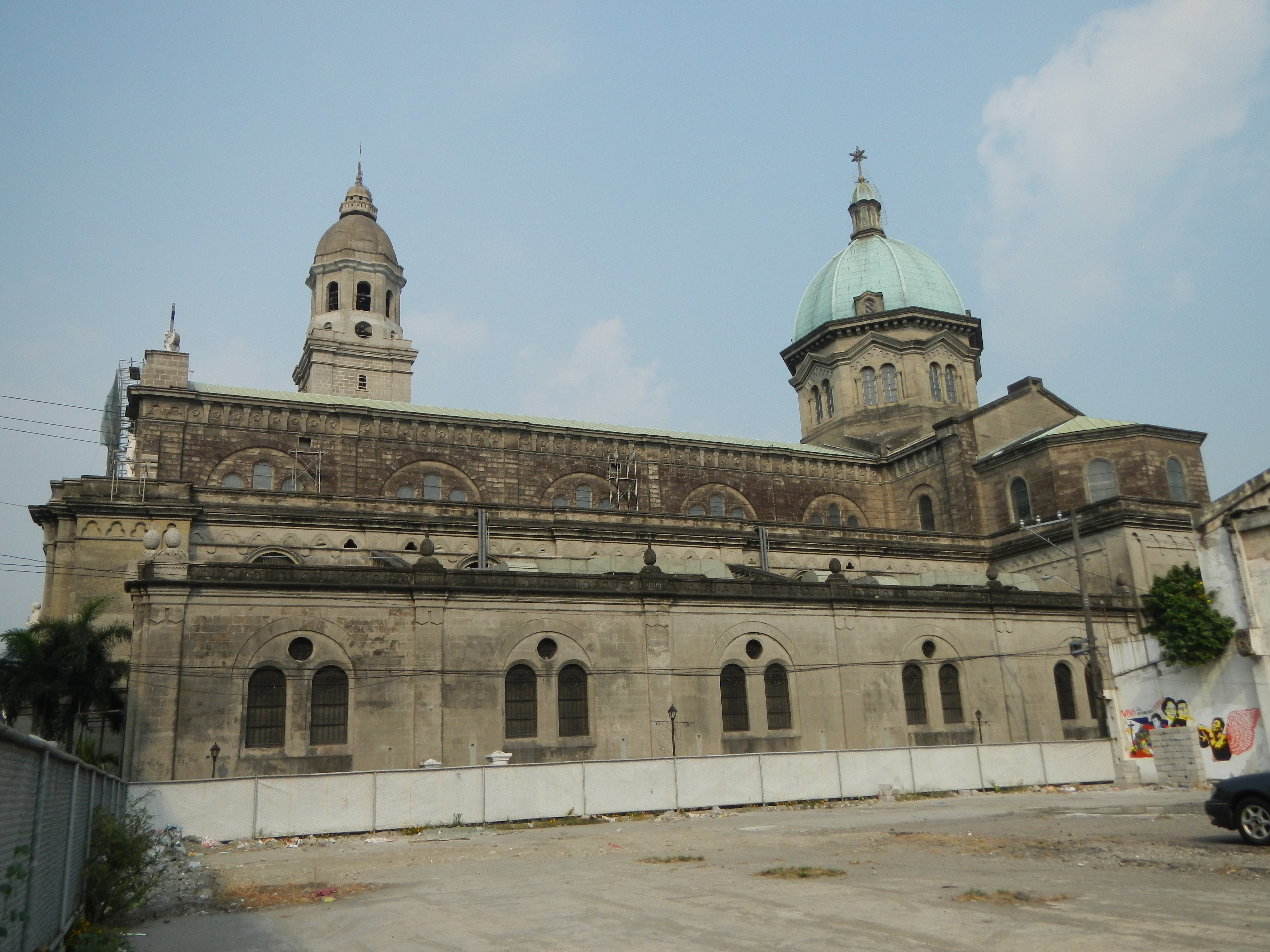
Kathedrale Manila

| Datum      | Bistum                  |
| ---------- | ----------------------- |
| 14.08.1595 | Erzbistum Caceres       |
| 14.08.1595 | Erzbistum Cebu          |
| 14.08.1595 | Erzbistum Nueva Segovia |
| 10.04.1910 | Erzbistum Lipa          |
| 11.12.1948 | Erzbistum San Fernando  |
| 25.11.1961 | Bistum Imus             |
| 25.11.1961 | Bistum Malolos          |
| 24.01.1983 | Bistum Antipolo         |
| 07.12.2002 | Bistum Novaliches       |
| 07.12.2002 | Bistum Parañaque        |
| 28.06.2003 | Bistum Cubao            |
| 28.06.2003 | Bistum Kallokan         |
| 28.06.2003 | Bistum Pasig            |

## Bedeutende Kirchen
- Cathedral-Basilica of the Immaculate Conception
- Basílica de San Sebastián in Manila
- Basilica of the Black Nazarene
- Basilica of St. Lorenzo Ruiz